# Štirje letni časi (Chagall)
Štirje letni časi je mozaik Marca Chagalla iz leta 1974, ki je v Chase Tower Plaza v okrožju Loop v Chicagu v Illinoisu. Mozaik je mestu Chicago podaril Frederick H. Prince (prek Prince Charitable Trusts); ovit je okrog štirih stranic 21 m dolge, 4,3 m visoke in 3,0 m široke pravokotne škatle in je bil posvečena 27. septembra 1974. Leta 1994 je bil obnovljen in postavljena zaščitna steklena nadstrešnica.
Mozaik je bil predmet dokumentarnega filma iz leta 1974, The Gift: Four Seasons Mosaic of Marc Chagall, ki ga je režiral Chuck Olin.